# Гаролд Лейн (веслувальник)
Гаролд Лейн (англ. Harold Lane, 16 березня 1895 — 24 червня 1972) — британський академічний веслувальник.
Срібний призер Олімпійських Ігор 1928 року в складі вісімки.